# 산토메로
산토메로(이탈리아어: Sant'Omero)는 이탈리아 아브루초주 테라모도에 위치한 코무네다.